# 石文先
石文先（1965年9月—），男，汉族，湖北武汉人，中华人民共和国政治人物。现任中审众环会计师事务所首席合伙人，湖北省人民政府参事。第十二、十三、十四届全国政协委员。